# Telopora lobata
Telopora lobata är en mossdjursart som först beskrevs av Julian Edmund Tenison-Woods 1880.  Telopora lobata ingår i släktet Telopora och familjen Cerioporidae. Inga underarter finns listade i Catalogue of Life.